# Ofir Pines-Paz
Ofir Pines-Paz (hebrejsky: אופיר פינס-פז) je izraelský politik a bývalý poslanec Knesetu za Stranu práce.

## Biografie
Narodil se 11. července 1961 v Rišon le-Cijon. Vysokoškolské vzdělání bakalářského smměru v oboru mezinárodní vztahy získal na Hebrejské univerzitě, magisterský titul z oboru veřejná politika získal na Telavivské univerzitě. V letech 1979–1982 sloužil v izraelské armádě, kde dosáhl hodnosti štábního seržanta (samal rišon). Hovoří hebrejsky a anglicky.

## Politická dráha
Působil jako generální tajemník Strany práce, předseda úřadu pro rehabilitaci vězňů a byl zástupcem ředitele odboru Židovské agentury pro imigraci a absorpci.
Do Knesetu nastoupil už po volbách roku 1996, ve kterých kandidoval za Stranu práce. V letech 1996–1999 pak působil v parlamentním výboru pro vyšetření zřícení mostu na makabiádě, ve výboru finančním, výboru pro imigraci a absorpci a předseda výboru pro zahraniční dělníky. Byl rovněž předsedou podvýboru pro daně. Ve volbách roku 1999 mandát obhájil. Pracoval pak jako předseda výboru pro ústavu, právo a spravedlnost, výboru pro práci, sociální věci a zdravotnictví, výboru pro vědu a technologie, výboru House Committee, výboru státní kontroly, výboru pro zahraniční dělníky, výboru pro imigraci, absorpci a záležitosti diaspory, výboru pro zahraniční záležitosti a obranu a výboru pro práva dětí. Předsedal společnému výboru pro zákon o odposleších a byl členem parlamentních vyšetřovacích komisí o násilí ve sportu a o otázkách vody. Zároveň byl v tomto funkčním období předsedou poslaneckého klubu Strany práce. Opětovně byl zvolen ve volbách roku 2003. Ve funkčním období 2003–2006 pak zastával post člena v
ýboru pro ústavu, právo a spravedlnost, výboru pro státní kontrolu a výboru pro vědu a technologie.
Zvolen byl i ve volbách roku 2006. Po nich zasedal ve výboru Knesetu pro zahraniční záležitosti a obranu, výboru pro ekonomické záležitosti, výboru pro záležitosti vnitra a životního prostředí, výboru pro ústavu, právo a spravedlnost. Předsedal parlamentnímu vyšetřovacímu výboru o komisi pro nároky. Zvolení se dočkal i ve volbách roku 2009. Po nich ale v Knesetu nezůstal celé funkční období a v lednu 2010 se mandátu vzdal. Nahradila ho Ejnat Wilf. V letech 2009–2010 ještě v parlamentu zasedal ve výboru pro zahraniční záležitosti a obranu, výboru pro ústavu, právo a spravedlnost a výboru pro imigraci, absorpci a záležitosti diaspory.
Má za sebou i vládní posty. V roce 2005 byl ministrem vnitra a v roce 2006 ministrem vědy a technologie.